# サーテック
サーテック ソフトウェアインク (Sir-Tech Software, Inc) は アメリカ合衆国でコンピュータゲーム の開発と販売を行っていた会社。

## 歴史
1979年の秋、ノーマン・シロテックとロバート・ウッドヘッドによってシロテック・ソフトウェア (Sirotech Software)が設立された。シロテック・ソフトウェアは「インフォツリー」というデータベース管理プログラムや『ギャラクティックアタック』、後に『ウィザードリィ』となるゲームをリリースする。
1981年の春にサーテック ソフトウェアインク （Sir-Tech Software, Inc） に改称。
代表作は3DダンジョンRPGの『ウィザードリィ』。ウィザードリィシリーズは1981年から2001年までの20年間にナンバリングタイトルだけで8作がリリースされた。
ターン制のストラテジーゲームの『ジャッジドアライアンス』シリーズは1994年に第1作が発売され、ドル箱と呼ばれる人気タイトルとなった。同シリーズの第3作目となる『ジャッジドアライアンス2』は最初のリリースから15年後にも利用可能である。
1998年に北米にあったサーテックは資金繰りなどの問題からその歴史に幕を下ろした。  
その後も、カナダに存在した同社の開発部門であるサーテックカナダは『ウィザードリィ8』や『ジャッジドアライアンス2』といった作品を開発し、他社から販売されていたが、2003年に閉鎖された。

## ゲーム

### 開発と販売
- インフォツリー(1979、この時の社名はシロテック)
- ギャラクティックアタック (1980、この時の社名はシロテック）
- ウィザードリィ(1981)
- ウィザードリィII ダイヤモンドの騎士 (1982)
- ウィザードリィIII リルガミンの遺産(1983)
- Crypt of Medea(1984)
- Rescue Raiders(1984)
- Deep Space: Operation Copernicus(1986)
- ウィザードリィIV ワードナの逆襲 (1987)
- ウィザードリィV 災渦の中心 (1988)
- The Usurper: The Mines of Qyntarr(1989)
- ウィザードリィVI 禁断の魔筆 (1990)
- Freakin' Funky Fuzzballs(1990)
- ウィザードリィVII ガーディアの宝珠 (1992)
- ジャッジドアライアンス デッドリーゲームズ (1996)
- ウィザードリィ ネメシス (1996)
- ウィザードリィ ゴールド (1996)
- ウィザードリィ8 (2001)

### 開発のみ
- ジャッジドアライアンス2 (1999、発売元：TalonSoft)
- ジャッジドアライアンス2 アンフィニッシュドビジネス (2000)

### 販売のみ
- Star Maza (1982)
- The Seven Spirits of Ra (1987)
- Realms of Arkania: Blade of Destiny (1993)
- Realms of Arkania: Star Trail (1994)
- Duid: Daemons of the Mind (1995)
- Jagged Alliance(1995)
- Fable (1996年)
- Armed & Delirious (1997)
- Excalibur 2555 AD (1997)
- Virus: The Game (1997)
- Realms of Arkania: Shadouw over Riva (1997)

### 開発中止
- Stones of Arnhem (1994)[9]